# Scott County (Kentucky)
Scott County ist ein County im Bundesstaat Kentucky der Vereinigten Staaten. Der Verwaltungssitz (County Seat) ist Georgetown, benannt nach Präsident George Washington. Das U.S. Census Bureau hat bei der Volkszählung 2020 eine Einwohnerzahl von 57.155 ermittelt.

## Geographie
Das County liegt im mittleren Norden von Kentucky und hat eine Fläche von 739 Quadratkilometern, wovon ein Quadratkilometer Wasserfläche ist. Es grenzt im Uhrzeigersinn an folgende Countys: Grant County, Harrison County, Bourbon County, Fayette County, Woodford County, Franklin County und Owen County.

## Geschichte

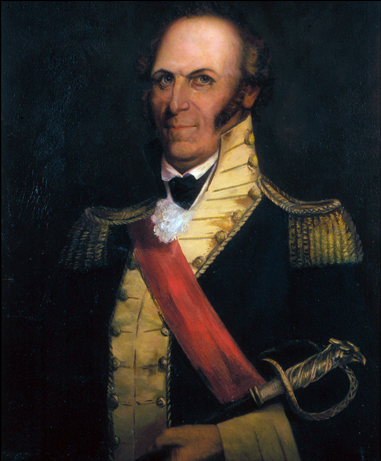
Charles Scott

Scott County wurde bereits vor 1774 erkundet und am 22. Juni 1792 aus Teilen des Woodford County gebildet.
Einer der ersten Siedler war John McClelland aus Pennsylvania. 1783 gründete Robert Johnson die erste permanente Ansiedlung bei Johnson’s Station.
Benannt wurde das County nach Charles Scott, einem General, Helden im Amerikanischen Unabhängigkeitskrieg und späteren Gouverneur. Scott führte 1791 die Kentucky-Miliz in die Schlacht von Wabash und 1794 führte er sie in der Schlacht von Fallen Timbers zum Sieg. Er galt als ein Mann mit festen Grundsätzen. Teilweise wurde er auch als exzentrisch und unhöflich beschrieben. Scott hatte insgesamt sieben Kinder. Er starb im Oktober 1813.
Insgesamt sind 84 Bauwerke und Stätten des Countys im National Register of Historic Places eingetragen (Stand 21. Oktober 2017).

## Demografische Daten

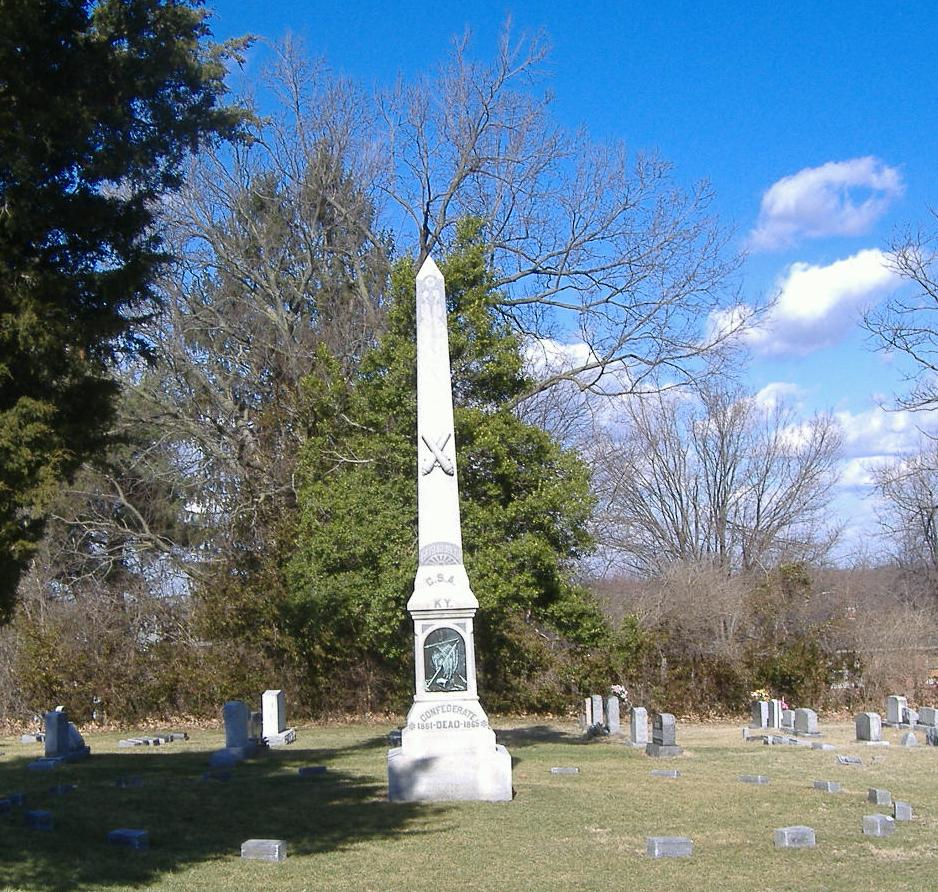
Confederate Monument in Georgetown, gelistet im NRHP

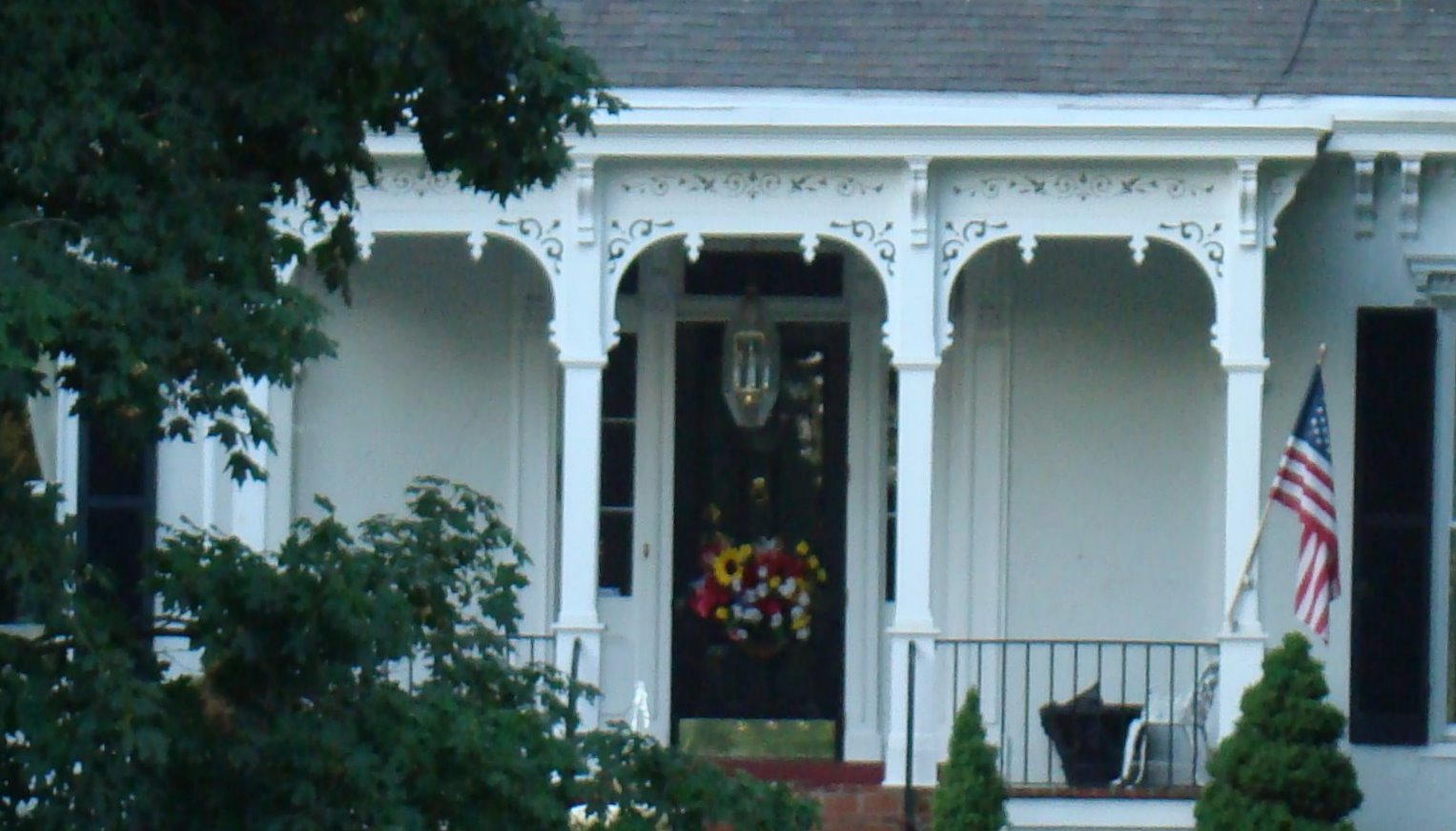
Das Payne-Desha House, gelistet im NRHP

Nach der Volkszählung im Jahr 2000 lebten im Scott County 33.061 Menschen in 12.110 Haushalten und 8.985 Familien. Die Bevölkerungsdichte betrug 45 Einwohner pro Quadratkilometer. Ethnisch betrachtet setzte sich die Bevölkerung zusammen aus 91,94 Prozent Weißen, 5,35 Prozent Afroamerikanern, 0,26 Prozent amerikanischen Ureinwohnern, 0,50 Prozent Asiaten, 0,01 Prozent Bewohnern aus dem pazifischen Inselraum und 0,82 Prozent aus anderen ethnischen Gruppen; 1,13 Prozent stammten von zwei oder mehr Ethnien ab. 1,61 Prozent der Bevölkerung waren spanischer oder lateinamerikanischer Abstammung.
Von den 12.110 Haushalten hatten 38,5 Prozent Kinder und Jugendliche unter 18 Jahre, die bei ihnen lebten. 58,8 Prozent waren verheiratete, zusammenlebende Paare, 11,5 Prozent waren allein erziehende Mütter, 25,8 Prozent waren keine Familien, 21,0 Prozent waren Singlehaushalte und in 7,0 Prozent lebten Menschen im Alter von 65 Jahren oder darüber. Die Durchschnittshaushaltsgröße betrug 2,61 und die durchschnittliche Familiengröße lag bei 3,01 Personen.
Auf das gesamte County bezogen setzte sich die Bevölkerung zusammen aus 26,3 Prozent Einwohnern unter 18 Jahren, 11,8 Prozent zwischen 18 und 24 Jahren, 32,6 Prozent zwischen 25 und 44 Jahren, 20,4 Prozent zwischen 45 und 64 Jahren und 8,9 Prozent waren 65 Jahre alt oder darüber. Das Durchschnittsalter betrug 32 Jahre. Auf 100 weibliche Personen kamen 95,8 männliche Personen. Auf 100 Frauen im Alter von 18 Jahren alt oder darüber kamen statistisch 90,7 Männer.
Das jährliche Durchschnittseinkommen eines Haushalts betrug 47.081 USD, das Durchschnittseinkommen der Familien betrug 54.117 USD. Männer hatten ein Durchschnittseinkommen von 40.604 USD, Frauen 25.767 USD. Das Prokopfeinkommen betrug 21.490 USD. 7,3 Prozent der Familien und 8,8 Prozent der Bevölkerung lebten unterhalb der Armutsgrenze. Davon waren 11,0 Prozent Kinder oder Jugendliche unter 18 Jahre und 12,1 Prozent waren Menschen über 65 Jahre.

## Orte im County
- Biddle
- Boydtown
- Cranetown
- Davis
- Delaplain
- Double Culvert
- Duval
- Georgetown
- Great Crossing
- Indian Hills
- Josephine
- Longlick
- Minorsville
- Muddy Ford
- New Zion
- Newtown
- Oxford
- Paynes Depot
- Porter
- Rogers Gap
- Sadieville
- Skinnersburg
- Stamping Ground
- Stonewall
- Suterville
- Turkey Foot
- Watkinsville
- White Sulphur
- Zion Hill